# Woiwodschaft Konin
Die Woiwodschaft Konin war in den Jahren 1975 bis 1998 eine polnische Verwaltungseinheit, die im Zuge einer Verwaltungsreform in der heutigen Woiwodschaft Großpolen aufging. Ihre Hauptstadt war Konin.
Bedeutende Städte waren (Einwohnerzahlen von 1995):
- Konin (82.700)
- Turek (30.700)
- Koło (23.900)